# ثيفلافين
الثيفلافين (TF) ومشتقاته، والمعروفة مجموعةً باسم ثيفلافينات، هي مركبات بوليفينولية مضادة للأكسدة تتكون من تكثيف الفلافان-3-أولز في أوراق شاي عربي أثناء الأكسدة الأنزيمية (يشار إليها أحيانًا بشكل خاطئ باسم التخمير) للشاي الأسود. ثيفلافين-3-غالات، ثيفلافين-3'-غالات، وثيفلافين-3-3'-ديجالات هي الثيفلافينات الرئيسية.  الثيافلافينات هي أنواع من الثياروبيجينات، وبالتالي فهي ذات لون أحمر.